# Дорандо Пјетри
Дорандо Пјетри (итал. Dorando Pietri; Коређо, 16. октобар 1885 — Санремо, 7. фебруар 1942) је италијански атлетичар, маратонац познат по својој контроверзној дисквалификацији на неколико корака пре циља на Олимпијским играма 1908 у Лондону.
Године 1907, Пијетри је постао првак Италије на дугим пругама од 5000 метара до маратона.

## Летње олимпијске игре 1908, Лондон
На Олимпијским играма у Лондону, Пјетри је важио за главног фаворита. У припрема на маратону у италијанском Карпију на стази од 40 km, постигао је веома добро време од 2 сата и 38 минута.
Дана 24. јула у условима веома топлог времена за енглеске прилике, у 14:33 дат је знак за старт маратонске трке. Стаза је први пут била дуга 42 км и 195 м. Та дужина је од 1921. постала званична дужина за маратонске трке.
Пјетри је започео слабо, али је у другом делу стазе убрзао и на 32 километру био је 4 минуте иза водећег Чарлса Хеферона из Јужне Африке. На 39 километру Пјетри преузима вођство.
На два километра пре циља Пјетри је почео осећати ефекте дехидрације изазване његовим великим напорима у последњим километрима. На уласку у стадион потпуно несвестан прво је погрешио пут, а затим је први пут пао. Касније је пао још неколико пута пред 75.000 зачуђених гледалаца, но ипак је погодио прави пут према циљу. На крају су га неколко метара пре циља, преко циљне линије дословно пренела два службана лица, иако Пјетри није тражио помоћ.
Пјетрију је било потребно око 10 минута да пређе последњих 350 метара на стадиону. Његово време је било 2:54,46. Као други је стигао Американац Џони Хејз. Делегација САД се због помагања Пјетрију пред циљем жалила. Пјетри је дискалификован, одузета му је златна медаља и додељена другопласираном Хејзу.
Ипак, краљица Александра му ју доделила сребрни пехар на предлог књижевника Артура Конана Дојла као почасном победнику.

## Међунарона слава
Дорандо Пјетри је постао популаран и славан у целом свету. Копозитор Ирвин Берлин је у његову част компонова песму коју је назвао „Дорандо“. У Медисон Сквер Гардену у Њујорку је 25. новембра 1908. организована трка између Пјетрија и Хејза у којој је победио Пјетри. Исто се десило и 15. марта 1909.. За време боравка у Америци Пјетри је победио у 17 од 22 трке.
По повратку у Италију у мају 1909. одлучио је да се професионално такмичи у народне две године у земљи и иностранству. Последњи маратон је трчао у Буенос Ајресу 11. маја 1910. када је истрчао своје најбоље време 2:38,48.
„Последњу“ трка Пјетри је трчао и победио у Парми 3. септембра 1911. на дужини од 15 км.
Пјетри је живио у Санрему где је и умро после срчаног напада 1942. у 56 години.